# Doftlök
Doftlök (Allium ramosum) är en flerårig växtart i släktet lökar och familjen amaryllisväxter. Arten beskrevs av Carl von Linné. Inga underarter finns listade i Catalogue of Life.

## Utbredning
Doftlöken härstammar från Centralasien, men odlas som prydnadsväxt utomhus i andra delar av världen. En handfull fynd av arten som förvildad är rapporterade i Sverige, men det är osäkert om arten växer vilt i landet.